# Iberá-Nunatak
Der Iberá-Nunatak (spanisch Nunatak Iberá) ist ein Nunatak in den Pensacola Mountains des westantarktischen Queen Elizabeth Lands. Er ragt in unmittelbarer Nachbarschaft zum Ushuaia-Nunatak in den Panzarini Hills der Argentina Range auf.
Argentinische Wissenschaftler benannten ihn. Wahrscheinlicher Namensgeber ist das Sumpfgebiet Esteros del Iberá im Nordosten Argentiniens.